# Сарторио, Джулио Аристид
Джулио Аристид Сарторио (итал. Giulio Aristide Sartorio, 11 февраля 1860, Рим — 3 октября 1932, Рим) — итальянский живописец, скульптор, график, художественный критик, эссеист, фотограф и кинорежиссёр. Был близок художникам новеченто и символистам, поддерживал идеи Национальной фашистской партии.

## Биография
Потомственный художник. Живописью и скульптурой занимались его отец Рафаэль и дед Джироламо. Джулио Аристид учился рисунку и живописи самостоятельно: копировал фрески, мозаики, картины, рисовал статуи в римских музеях. Затем стал работать для других художников, которые брали его произведения и ставили на них свою подпись. Успешно подражал Мариано Фортуни. Эта деятельность была настолько успешной, что Сарторио уже с девятнадцати лет имел собственную студию в Риме на Виа Боргоньона.
Ещё в юности Сарторио подружился с поэтом и драматургом Габриеле Д’Аннунцио, примкнувшим к фашистской партии. В круг общения Сарторио входил поэт Джозуэ Кардуччи (лауреат Нобелевской премии по литературе 1906 года. В 1886 году Джулио Сарторио проиллюстрировал роман Д’Аннунцио «Изотта Гуттадауро» (Isotta Guttadauro), в котором проявилась его приверженность поэтике английских прерафаэлитов: Уильяма Холмана Ханта, Джона Эверетта Милле и Форда Мэдокса Брауна. В 1889 году он отправился в Париж и в том же году получил золотую медаль за живопись на Всемирной выставке.
Его вкус формировался под влиянием поисков в декоративном искусстве «стиля либерти» (итальянского модерна). Он писал пейзажи, в духе времени занимался литографией и фотографией. В 1886 году в Риме Джулио Сарторио и Нино (Джованни) Коста организовали группу «In arte libertas» (В свободе искусства) с целью противодействовать рутине академического искусства и перейти к более свободному изображению природы.
В 1895—1899 годах Сарторио жил и работал в Германии, был профессором живописи Веймарской академии. Познакомился с творчеством Фридриха Ницше и живописью немецких символистов. Позднее преподавал в Римской академии изящных искусств.
Для центрального зала Международной выставки «Искусство и культура» в Милане 1906 года Сарторио создал большой фриз, иллюстрирующий «Поэму человеческой жизни». Он состоит из четырнадцати сцен с почти монохромными фигурами, написанными на 240 квадратных метрах всего за девять месяцев. Сложная иконография, созданная художником, разделена на четыре основные темы: Свет, Тьма, Любовь, Смерть. Драматическое противоборство начал бытия символизируют фигуры Эроса и Гимероса, плодотворной и разрушающей любви. Во многих произведениях Сарторио стремился совместить интерес к античному наследию Рима и увлечение античным искусством с новыми веяниями искусства символизма и модерна рубежа XIX—XX веков.
Для нового зала Палаты депутатов в Палаццо Монтечиторио в 1908—1912 годах Джулио Аристид Сарторио создал фриз, состоящий из 50 картин, расположенных в верхней части зала и изображающих около двухсот шестидесяти фигур, написанных в технике энкаустики. Композиция фриза, задуманная Сарторио, представляет «эпическое видение истории Италии, лирическое содержание её светской цивилизации, безмятежную Молодую Италию на триумфальной квадриге, сконцентрированное видение её истории» (определение, данное самим художником в статье для газеты «La Tribuna» 22 сентября 1913 г.).
В 1915 году художник в возрасте пятидесяти пяти лет отправился добровольцем на фронт Первой Мировой войны, участвовал в боях наряду с молодыми солдатами, был ранен и попал в плен. Он провёл две зимы в лагере для военнопленных в Маутхаузене, а затем был освобождён благодаря вмешательству Папы Бенедикта XV, после чего возвратился на фронт в качестве рисовальщика. По мотивам участия в боевых действиях в альпийском высокогорье, Сарторио позднее создал ряд картин.
В 1920-х годах Сарторио много путешествовал, побывал в Египте, Сирии и Палестине, в Южной Америке, сопровождал передвижную выставку своих произведений в Японию и Средиземноморье. В 1925 году он подписал «Манифест интеллигенции фашизма», а в 1929 году он был назначен академиком Италии. В 1930 году ему доверили оформление собора Мессины, эскизы которого он выполнил, но не мозаику, и в последний раз участвовал в Венецианской международной биеннале. Джулио Аристиде Сарторио умер 3 октября 1932 года в Риме.
В 1925 году он подписал Манифест фашистских интеллектуалов (Manifesto degli intellettuali fascisti), был солидарен с художниками группы новеченто. Сарторио имел статус признанного художника, получал престижные заказы, но был не чужд экстравагантности. Сарторио — художник, глубоко питаемый литературой, он оставил несколько критических эссе: исследование творчества прерафаэлитов, статьи о Тёрнере, Констебле, Данте Габриэле Россетти. В 1910 году издал каталог художников Академии Святого Луки в Риме. В 1922 году он опубликовал драматическую поэму «Сибилла» в четырех действиях с собственными иллюстрациями гармонично связанных с текстом.
Как и Д’Аннунцио, Сарторио увлекался кинематографом, в котором он видел возможность нового выражения «чудесного». Между 1918 и 1923 годами он участвовал во многих фильмах в качестве сценариста, актёра и режиссёра:
- Мистерия Галатеи (Il mistero di Galatea, 1918), как актёр;
- Сан-Джорджио (San Giorgio, 1921), сценарист и постановщик;
- Разграбление Рима (Il sacco di Roma, 1923), сценарист, актёр.

В конце жизни работал над эскизами мозаик для кафедрального собора Мессины. Скончался 3 октября 1932 года в Риме.

## Галерея

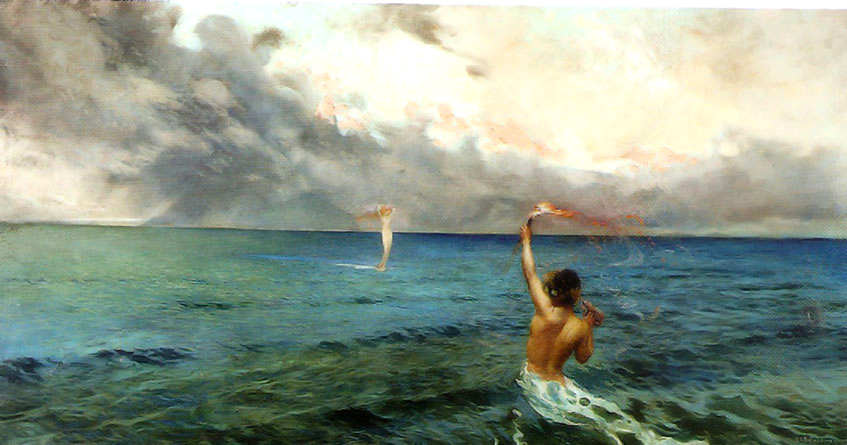
Пико, правитель Лацио. 1904
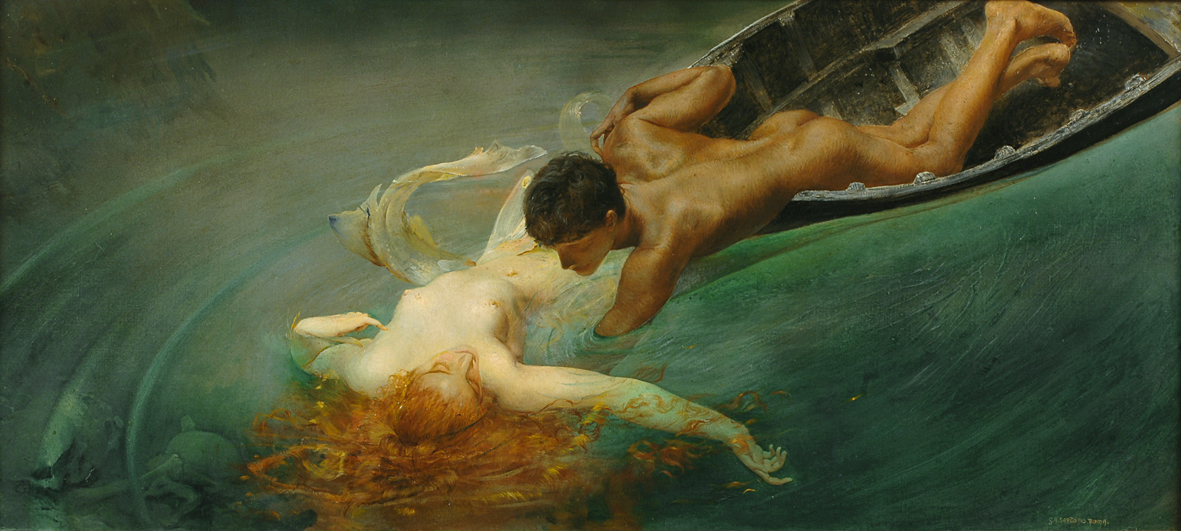
Сирена. 1893
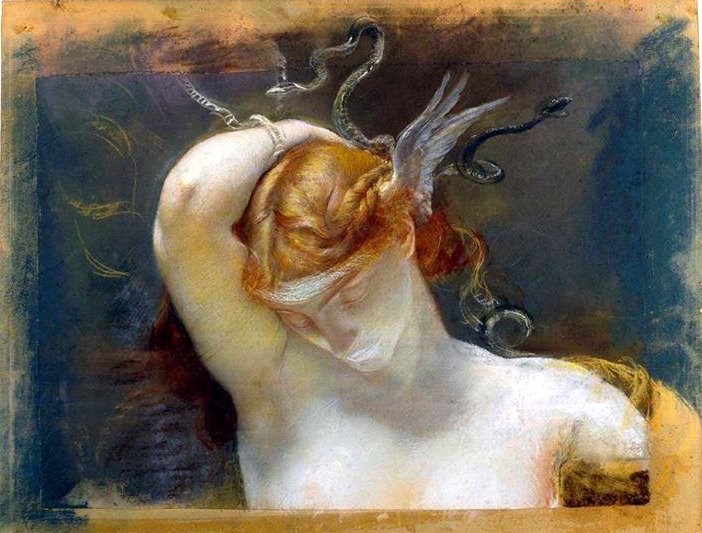
Голова Горгоны. Этюд. 1895
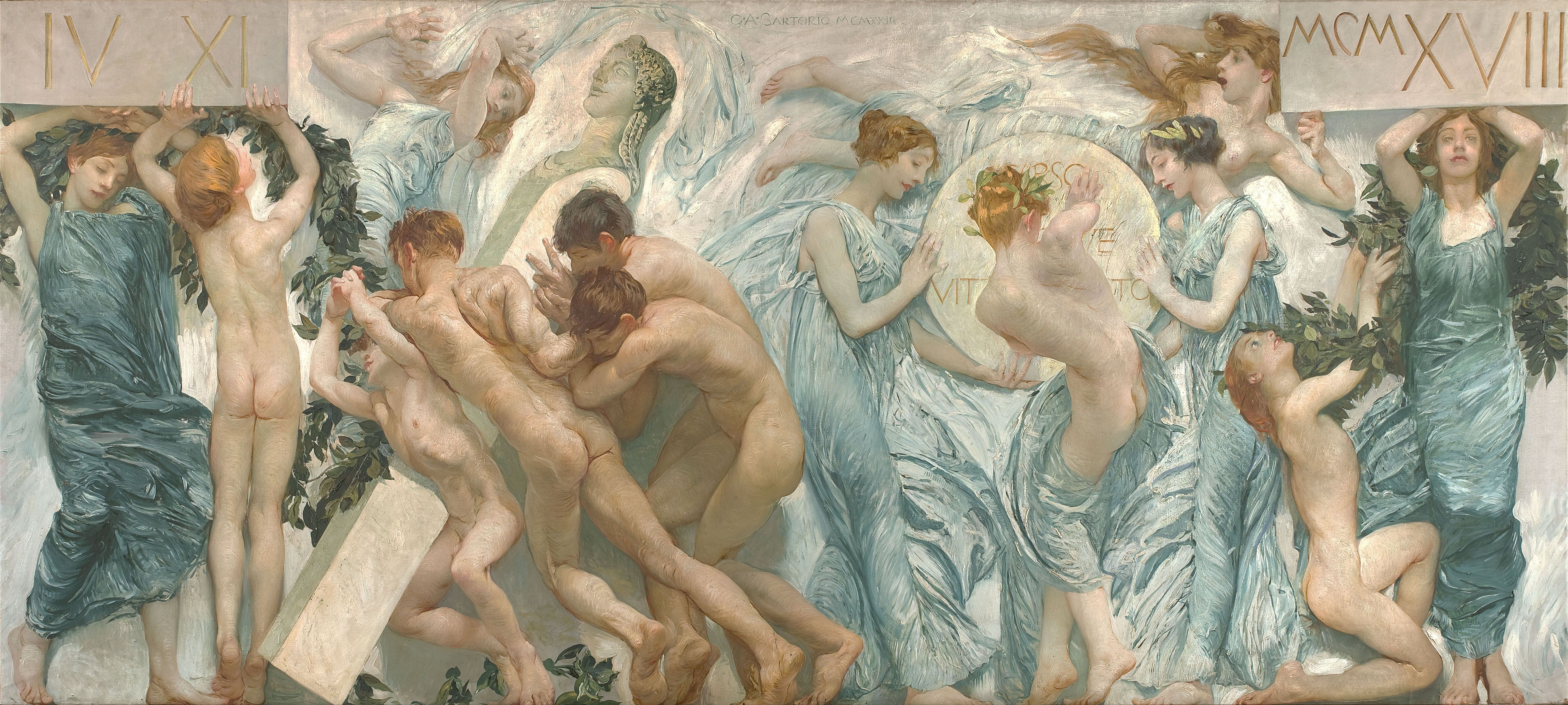
Праздник. Диптих. 1908—1923
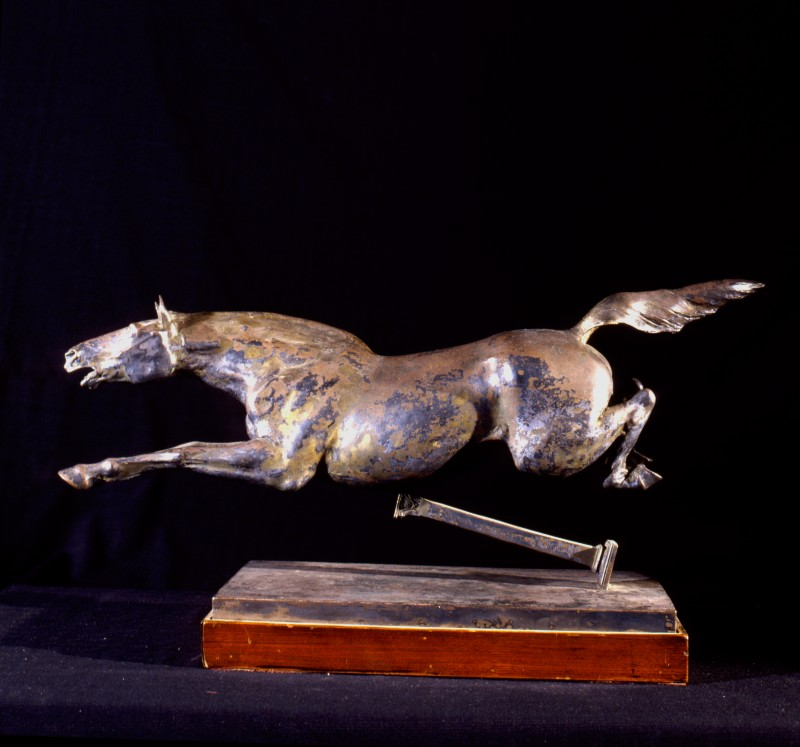
Бегущая лошадь (Венгерская кровь). 1913—1914
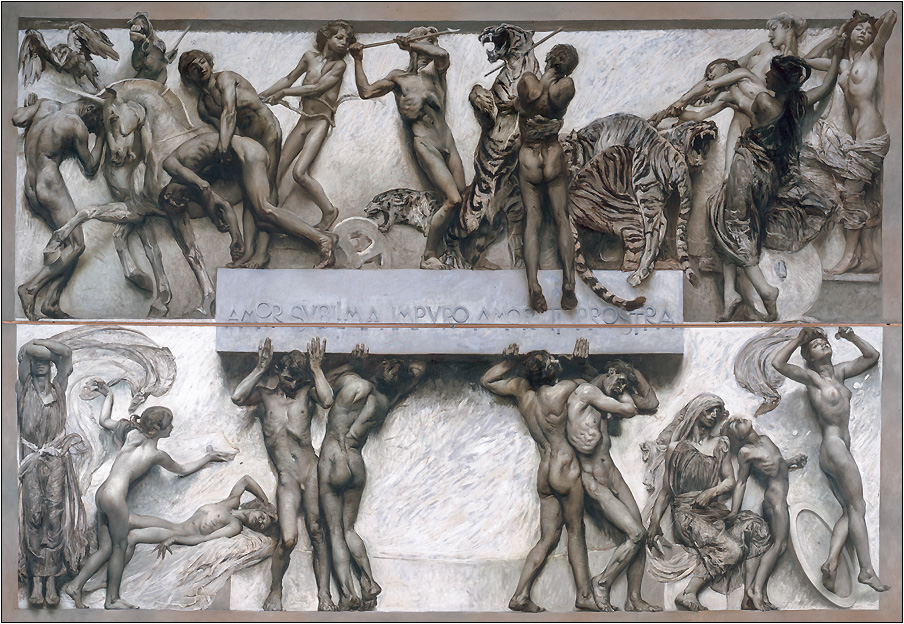
Любовь плодотворная и любовь разрушающая. Деталь. Из «Поэмы о человеческой жизни». 1906—1907
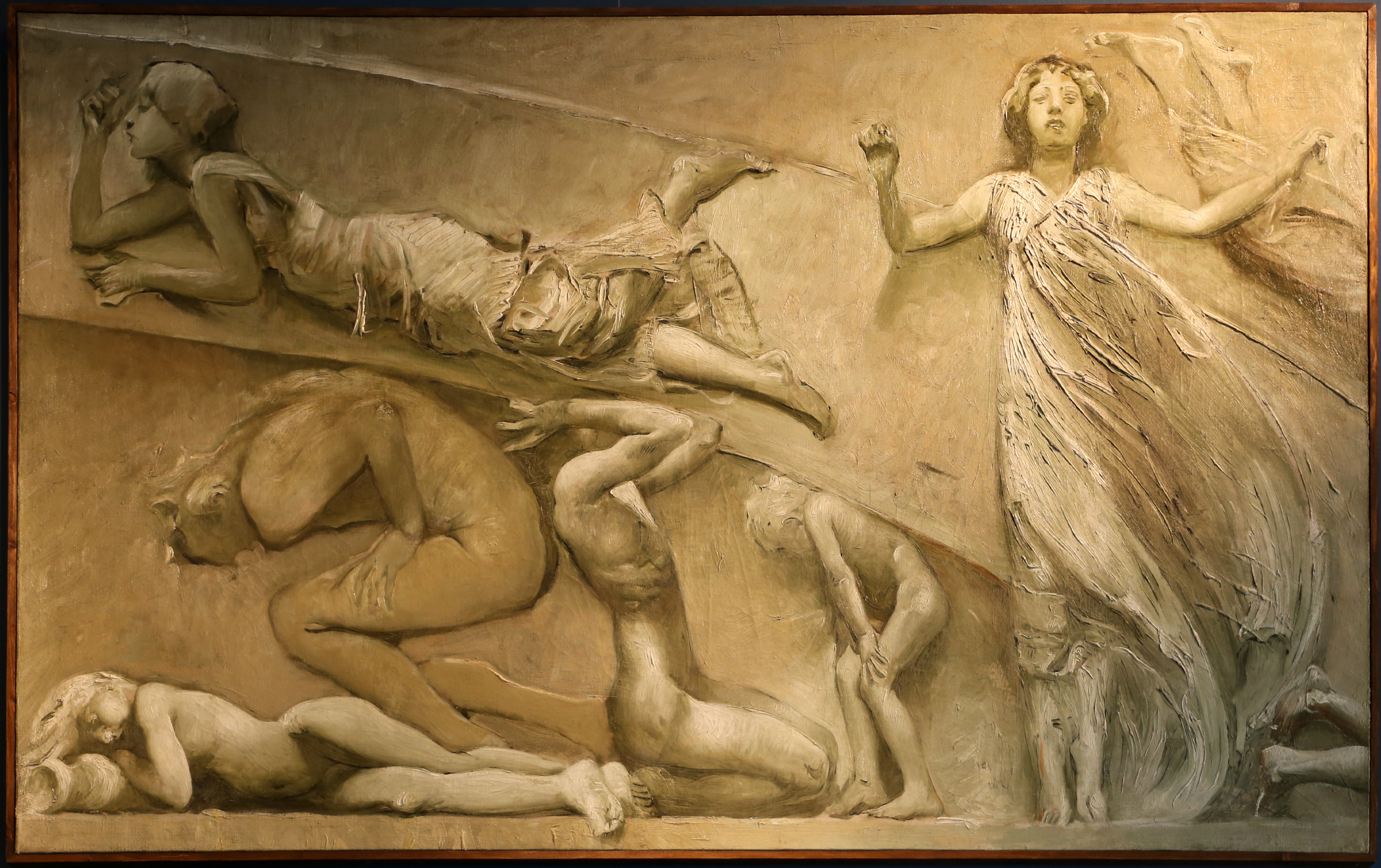
От мифа об укрощении грубой силы до высших достижений науки. Для выставки «Искусство и культура». Милан. 1906
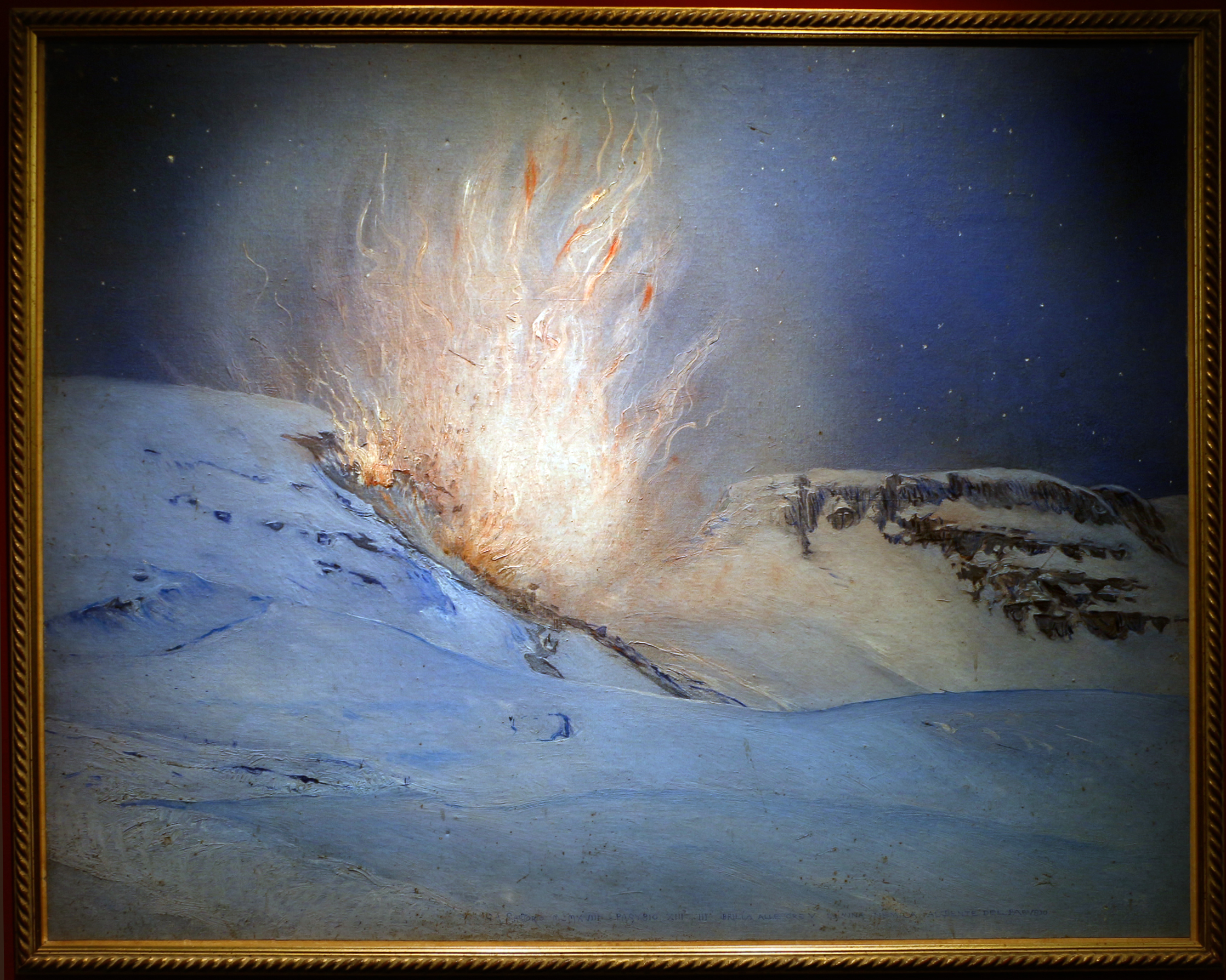
Взрыв мины. 1918
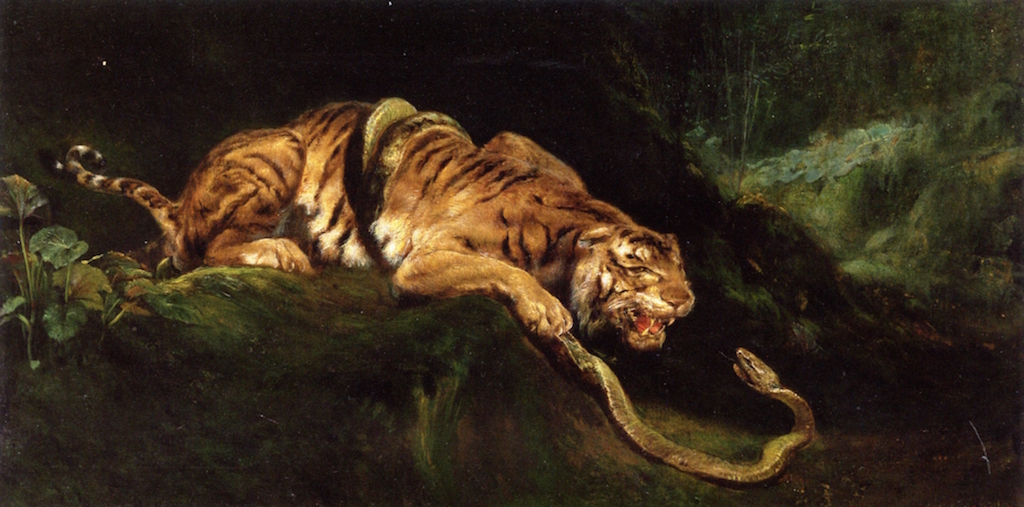
Тигр, сражающийся со змеёй.